# Распятие Иисуса Христа
Распятие Иисуса Христа — казнь Иисуса Христа через распятие. Согласно христианскому учению, событие, завершающее Страсти Христовы, предшествующее погребению и воскресению Иисуса.
Крещение и распятие Иисуса Христа — оба события большинством учёных признаются как исторический факт.
Художественное изображение Христа-человека на кресте появляется с конца VII века, после того как в 692 году собор восточных епископов постановил, чтобы Христа изображали в центре распятия человеком, а не Агнцем Божиим, как в предыдущие века. Собор также запретил сопровождать крест, как было общепринято, солнцем и луной, после чего распятие утратило своё символическое значение, став предметом веры и богопочитания с отсылкой лишь к смерти, в данном случае — Иисуса Христа.
Распятие Христа рассматривается некоторыми христианскими богословами и другими авторами как совершённое евреями «богоубийство».

## Евангельское повествование
О распятии Иисуса Христа повествуется во всех четырёх канонических Евангелиях, и в каждом сообщаются свои подробности:
| Евангелие                | Описание |
| ------------------------ | --- |
| От Матфея (Мф. 27:33—38) | И, придя на место, называемое Голгофа, что значит: Лобное место, дали Ему пить уксуса, смешанного с желчью; и, отведав, не хотел пить. Распявшие же Его делили одежды Его, бросая жребий; и, сидя, стерегли Его там; и поставили над головою Его надпись, означающую вину Его: Сей есть Иисус, Царь Иудейский. Тогда распяты с Ним два разбойника: один по правую сторону, а другой по левую. |
| От Марка (Мк. 15:22—27)  | И привели Его на место Голгофу, что значит: Лобное место. И давали Ему пить вино со смирною; но Он не принял. Распявшие Его делили одежды Его, бросая жребий, кому что взять. Был час третий, и распяли Его. И была надпись вины Его: Царь Иудейский. С Ним распяли двух разбойников, одного по правую, а другого по левую [сторону] Его. И сбылось слово Писания: и к злодеям причтен. Проходящие злословили Его, кивая головами своими и говоря: э! разрушающий храм, и в три дня созидающий! спаси Себя Самого и сойди со креста. |
| От Луки (Лк. 23:33—43)   | И когда пришли на место, называемое Лобное, там распяли Его и злодеев, одного по правую, а другого по левую сторону. Иисус же говорил: Отче! прости им, ибо не знают, что делают. И делили одежды Его, бросая жребий. И стоял народ и смотрел. Насмехались же вместе с ними и начальники, говоря: других спасал; пусть спасёт Себя Самого, если Он Христос, избранный Божий. Также и воины ругались над Ним, подходя и поднося Ему уксус и говоря: если Ты Царь Иудейский, спаси Себя Самого. И была над Ним надпись, написанная словами греческими, римскими и еврейскими: Сей есть Царь Иудейский. Один из повешенных злодеев злословил Его и говорил: если Ты Христос, спаси Себя и нас. Другой же, напротив, унимал его и говорил: или ты не боишься Бога, когда и сам осуждён на то же? и мы [осуждены] справедливо, потому что достойное по делам нашим приняли, а Он ничего худого не сделал. И сказал Иисусу: помяни меня, Господи, когда приидешь в Царствие Твоё! И сказал ему Иисус: истинно говорю тебе, ныне же будешь со Мною в раю.   |
| От Иоанна (Ин. 19:17-25) | И, неся крест Свой, Он вышел на место, называемое Лобное, по-еврейски Голгофа; там распяли Его и с Ним двух других, по ту и по другую сторону, а посреди Иисуса. Пилат же написал и надпись, и поставил на кресте. Написано было: Иисус Назорей, Царь Иудейский. Эту надпись читали многие из Иудеев, потому что место, где был распят Иисус, было недалеко от города, и написано было по-еврейски, по-гречески, по-римски. Первосвященники же Иудейские сказали Пилату: не пиши: Царь Иудейский, но что Он говорил: Я Царь Иудейский. Пилат отвечал: что я написал, то написал. Воины же, когда распяли Иисуса, взяли одежды Его и разделили на четыре части, каждому воину по части, и хитон; хитон же был не сшитый, а весь тканый сверху. Итак сказали друг другу: не станем раздирать его, а бросим о нём жребий, чей будет, — да сбудется речённое в Писании: разделили ризы Мои между собою и об одежде Моей бросали жребий. Так поступили воины. При кресте Иисуса стояли Матерь Его и сестра Матери Его, Мария Клеопова, и Мария Магдалина. |

## Историчность
Крещение и распятие Иисуса Христа рассматриваются как достоверные факты сторонниками историчности Христа.
Так, известный библеист Джеймс Данн заявляет, что данные «два факта из жизни Христа имеют почти всеобщее согласие», ведь «занимают высокое место в шкале исторических фактов, которые не подлежат сомнению или отрицанию». Известный профессор религиоведения Барт Эрман отмечает, что распятие по приказу Понтия Пилата является наиболее достоверным повествованием касательно Иисуса. Джон Кроссан утверждает, что распятие Иисуса Христа достоверно настолько, насколько достоверен любой другой исторический факт. Крейг Бломберг в своей книге пишет, что бесспорным является факт смерти исторического Иисуса через распятие. В то же время библеист Кристофер Такетт уточняет, что, хотя точные причины смерти Христа определить трудно, одним из неоспоримых фактов о нём является то, что он был распят.
Существуют также «нехристианские» источники, подтверждающие распятие Иисуса Христа. Вероятно, самое ранее из них — это упоминание Марой бар Серапионом в «Письме к сыну» (72 г.) того факта, что «иудеи казнили своего Мудрого Царя».
Само распятие первым из нехристиан упоминает Иосиф Флавий в «Иудейских древностях» (XVIII, 3, 63), опубликованных в 93/94 году:

Около этого времени жил Иисус, человек мудрый, если Его вообще можно назвать человеком. Он совершил изумительные деяния и стал наставником тех людей, которые охотно воспринимали истину. Он привлёк к себе многих иудеев и эллинов. То был Христос. По настоянию наших влиятельных лиц Пилат приговорил Его к кресту. Но те, кто раньше любили его, не прекращали этого и теперь. На третий день Он вновь явился им живой, как возвестили о Нём и о многих других Его чудесах боговдохновенные пророки. Поныне ещё существуют так называемые христиане, именующие себя таким образом по Его имени.

Большинство современных ученых сходятся во мнении, что, хотя этот отрывок (так называемое «Свидетельство Флавия») содержит некоторые вставки, его «ядро» со ссылкой на казнь Христа Пилатом всё же аутентично. Известный библеист Джеймс Данн утверждает, что среди учёных существует «широкий консенсус» относительно подлинности ссылки на распятие Иисуса Христа в «свидетельстве Флавия».
Третье нехристианское свидетельство о распятии содержится у Тацита («Анналы», 15.44), I век:

И вот Нерон, чтобы побороть слухи, приискал виноватых и предал изощреннейшим казням тех, кто своими мерзостями навлек на себя всеобщую ненависть и кого толпа называла христианами. Христа, от имени которого происходит это название, казнил при Тиберии прокуратор Понтий Пилат.
Исследователи считают этот отрывок подлинным и полагают, что его автором был Тацит.
Другое возможное упоминание о распятии («повешении», сродни Лк. 23:39: «Один из повешенных злодеев злословил Его…», и Гал. 3:13) можно найти в Вавилонском Талмуде:

Накануне Пасхи Иешу был повешен. За сорок дней до казни глашатай объявил, что “он будет побит камнями за колдовство и за то, что склонял Израиль к отступничеству. Любой, кто может сказать слово в его защиту, пусть выйдет и замолвит словечко за него”. Но поскольку в его защиту никто не выступил, его повесили накануне Пасхи— Санхедрин, Вавилонский талмуд
Хотя вопрос о том, является ли Иешу в Санхедрине Христом или нет, ещё обсуждается, многие историки сходятся во мнении, что приведённый выше отрывок II века, скорее всего, относится ко Христу. По мнению немецкого исследователя древнего религиоведения Peter Schäfer, не может быть никаких сомнений, что это повествование относится к Иисусу из Назарета.

### Археология
В 1968 году во время археологических раскопок к северо-востоку от Иерусалима было обнаружено тело распятого человека, датированное I веком. Распятие произошло в период римского господства над Иудеей. Исследование останков показало определённое соответствие распятию Христа, описанного в Евангелиях. Человек был идентифицирован как Иехоханан бен Хагколь и, вероятно, умер около 70 г. н. э., во время еврейского восстания против Римской империи.

## Действующие лица и атрибуты

### Свидетели казни
Согласно сообщениям евангелистов, при распятии Иисуса присутствовали:
- Мария, мать Иисуса Христа (традиционно Богородица);
- Автор Евангелия от Иоанна (ему Иисус вверил заботиться о своей матери: «Иисус, увидев Матерь и ученика тут стоящего, которого любил, говорит Матери Своей: Жено! се, сын Твой. Потом говорит ученику: се, Матерь твоя! И с этого времени ученик сей взял Её к себе» (Ин. 19:26—27);
- Мария Магдалина;
- Мария Клеопова;
- Два разбойника, распятые по сторонам от Иисуса;
- Римские воины во главе с сотником, именуемым в апокрифах Лонгином;
- Народ, первосвященники и книжники, которые насмехались над Иисусом.

### Орудия Страстей
Предметы, использовавшиеся при распятии Иисуса вошли в число орудий Страстей Христовых и стали почитаемыми христианскими реликвиями. К ним относятся:
- Крест Животворящий, на котором был распят Иисус, является священной реликвией христианства.
- Титло INRI — табличка со словами «Иисус Назорей, Царь Иудейский», написанными по указанию Пилата (Ин. 19:19).
- Гвозди, которыми тело Иисуса было прибито ко кресту.
- Губка, с которой Иисуса напоили уксусом.
- Чаша Грааля, в которую, по преданиям, собрали кровь Иисуса Христа.
- Копьё Лонгина, которым пронзили подреберье Иисуса, чтобы убедиться в его смерти.
- Лестница, с помощью которой сняли тело мёртвого Иисуса с креста.
- Клещи, которыми вынимали гвозди.

### Голгофа
Голгофа — невысокий холм за границей городских стен Иерусалима. Был традиционным местом публичных казней. Своё название холм получил оттого, что имел форму черепа. Также существует предание, что Ной перед потопом взял череп и кости Адама в ковчег, а по окончании потопа Сим похоронил череп и две кости на Голгофе.
Некоторые христианские богословы считают, что кровь Христа омыла захороненный на Голгофе по промыслу Божьему череп Адама и в его лице всё человечество от греховной скверны, даровав этим возможность спасения. В изобразительном искусстве изображение главы Адама, омываемой кровью Иисуса, известно с IX века.